# Abronia anzuetoi
Espèce
Statut de conservation UICN

CRB1ab(i,iii) : 
En danger critique
Répartition géographique
Abronia anzuetoi est une espèce de sauriens de la famille des Anguidae.

## Répartition
Cette espèce est endémique du département d'Escuintla au Guatemala. Elle se rencontre de 1 219 à 2 286 m d'altitude.

## Étymologie
Cette espèce est nommée en l'honneur de Roderico Anzueto.

## Publication originale
- Campbell & Frost, 1993 : Anguid lizards of the genus Abronia: revisionary notes, descriptions of four new species, a phylogenetic analysis, and key. Bulletin of the American Museum of Natural History, no 216, p. 1-121 (texte intégral)